# ナポリ国際博覧会
ナポリ国際博覧会（ナポリこくさいはくらんかい, Mostra d'Oltremare - Campi Flegrei, Expo 1954）は、1954年5月15日から10月15日までイタリアのナポリで開催された国際博覧会（特別博）である。